# What Them Girls Like
„What Them Girls Like” este primul single de pe cel de-al șaselea album al rapper-ului Ludacris, Theater of the Mind.